# Carabobo
Carabobo (hiszp. Estado Carabobo) – jeden z 23 stanów Wenezueli. Stolicą stanu jest Valencia, miasto to jest równocześnie głównym ośrodkiem przemysłowym kraju.
Stan Carabobo leży na zachód od stolicy Wenezueli, Caracas. Zajmuje powierzchnię 4650 km², a w roku 2011 zamieszkiwało go 2 245 744 osób. Dla porównania, w roku 1970 mieszkańców było 497 tys.
Powierzchnia stanu jest górzysta (Góry Karaibskie). Przy granicy ze stanem Aragua znajduje się jezioro Valencia. Ważny region rolniczy (stan na lata 70. XX w.), uprawiana jest kukurydza, trzcina cukrowa, ryż, bawełna, kawa, kakaowiec, bananowiec, drzewa cytrusowe. W stanie rozwinął się przemysł petrochemiczny oraz spożywczy. Dobrze rozwinięta sieć drogowa. Głównym portem morski jest Puerto Cabello.
Znajdują się tu Park Narodowy San Esteban oraz część najstarszego parku narodowego w Wenezueli – Parku Narodowego Henri Pittier.

## Gminy i ich siedziby

### Północ
1. Juan José Mora (Morón)
2. Puerto Cabello (Puerto Cabello)
3. Naguanagua (Naguanagua)

### Zachód
1. Bejuma (Bejuma)
2. Montalbán (Montalbán)
3. Miranda (Miranda)

### Centrum/Południe
1. Libertador (Tocuyito)
2. Valencia (Valencia)
3. Carlos Arvelo (Güigüe)

### Wschód
1. San Diego (San Diego)
2. Guacara (Guacara)
3. Los Guayos (Los Guayos)
4. San Joaquín (San Joaquín)
5. Diego Ibarra (Mariara)